# Неаполь (метрополійне місто)
Метрополі́йне мі́сто Неа́поль (італ. Città metropolitana di Napoli — адміністративно-територіальна одиниця у регіоні Кампанія, Італія. Одне з 10 метрополійних міст, що створені законом 7 квітня 2014 року. З 1 січня 2015 року замінює провінцію Неаполь.